# おおすみ半島コミュニティ放送ネットワーク
おおすみ半島コミュニティ放送ネットワーク（おおすみはんとうコミュニティほうそうネットワーク、Ohsumi peninsula community FM network、は 鹿児島県大隅半島内でコミュニティ放送を実施する3つのコミュニティ放送局（かのやコミュニティ放送・きもつきコミュニティ放送・志布志コミュニティ放送）による放送ネットワーク。また、2005年から2019年までは上記3局の共同運営を目的とするNPO法人としても存在した。
当項目では3つのコミュニティ放送局を総括した内容と、2009年から2015年までおおすみFMネットワークに参加していたたるみずまちづくり放送の概要についても扱う。

## 概要
大隅半島でコミュニティ放送を実施するコミュニティ放送局（いずれもNPO法人による運営）の共同運営を目的とするコンソーシアムとして2005年8月に設立。
現行の制度上ではコミュニティ放送が市区町村単位での免許であるが、市町村単位単独での運営では経営の安定性に問題がある（#開局までの背景を参照）ため、下記の3つの放送局の運営を統括するための親法人を設立し、3放送局はその傘下に収めるという一般の株式会社法人で採用される持株会社に類似した方式を採っている。この経緯については#沿革を参照すること。

### おおすみFMネットワークを構成するコミュニティ放送局
| 運営法人                 | 愛称       | コールサイン | 周波数  | 空中線電力 | 放送局所在地 | 開局日         |
| ------------------------ | ---------- | ------------ | ------- | ---------- | ------------ | -------------- |
| かのやコミュニティ放送   | FMかのや   | JOZZ0AY-FM   | 77.2MHz | 20W        | 鹿屋市       | 2006年8月4日   |
| きもつきコミュニティ放送 | FMきもつき | JOZZ0AZ-FM   | 80.2MHz | 20W        | 肝付町       | 2006年8月4日   |
| 志布志コミュニティ放送   | FM志布志   | JOZZ0BA-FM   | 78.1MHz | 10W        | 志布志市     | 2006年10月13日 |

すべての放送局に中継局（周波数共通）を設置している。
番組制作は3局いずれか（または合同）で行い、平日午前の生番組「おおすみおはようラジオ!」や、ミュージックタイムなどのフィラー番組は、おおすみ半島コミュニティ放送ネットワークとFMかのやが同居する鹿屋市西原のスタジオから送出されている。FM志布志・FMたるみずの番組は先発2局と比較して数が少ないものの、視覚障害者向けに住民ボランティアが市広報紙を読み上げる「輪多市（わたし）のしぶし」や「志布志の民話」「日曜島」などが存在する。
マスコットキャラクターは「FMFM」（ふむふむ）。局の愛称とともに2005年にインターネット上で公募され、決定した。

### 特徴
- 地域住民がラジオ番組を制作することができるパブリック・アクセスを全面的に実施している放送局ネットワークである。
- すべてNPOによる非営利組織である。
- 放送局がコンソーシアムを組んで開局準備から運営まで幅広い共同運営方式による効率経営を目指す手法を取り入れている。

### 会員制度
当ネットワーク、及びその傘下の3放送局は特定非営利活動法人（NPO）であるため、一般企業での株主に相当する運営会員を募っている。
- 正会員　入会金1万円・年会費6000円
- 賛助会員　入会金1000円・年会費2000円
- 正会員には特典として、法人の総会議決権が与えられ、会員価格で番組のスポンサーに就任できる権利が与えられるほか、「放送ポイント制度」として、入会した年は30ポイント、翌年以後の継続会員である場合は15ポイントを基本ポイントとして与えるとともに、そのポイントを基にした「番組制作コース」（1分につき1点。15分と30分コースがある）、「お店・活動紹介コース」（1回=9分につき7.5点。2回と4回のコースがある）として利用することができる。

## 開局までの背景
大隅半島の地域メディアは、ペーパーメディアの夕刊紙の南九州新聞や月刊のフリーペーパーが数種あるが、県域局や県紙の南日本新聞は鹿児島県の3分の1の人口を占める鹿児島市や薩摩半島の情報を重点的に伝えていた。前述の南九州新聞の公称部数は5000部程度で地元で広く親しまれているとは言いがたく、地元密着のメディアはほとんど無いといっていい状況であった。また、2003年にはAMラジオの南日本放送が鹿屋中継局廃止を決定。大隅半島にはAMラジオの中継局がなくなり、難聴取地域（特に夜間）が発生した。FMかのや・きもつき開局日にはアマチュア無線家がこのことを批判しており、前述の事項と合わせて地元では県域局の大隅半島軽視指向と捉える見方がある。
このため、過去にも鹿屋や志布志でコミュニティFMの設立構想が幾度かもち上がったものの、主として財政面の見通しが立たないなどの理由からいずれも立ち消えとなっていた。
NPO形式で開局した理由は、コミュニティ・ラジオとしての特性を最大限に発揮できる組織となりうるから、というものである。いわば地域住民がオーナーの地域公共財としての放送局を目指したからである。また株式会社にした場合、収益が見込めず配当できる可能性はほとんどないとの判断からでもあった。
- 最も人口の多い鹿屋市でも10万人程度であり、3局のある市町の人口を単純に合計しても15万人程度である。ちなみに、2005年当時あった南九州地区の他コミュニティFM局のうち、県庁所在地にないシティエフエム都城のある宮崎県都城市の人口は約17万人で、第三セクター形式の放送局であった。
- 土地柄第一次産業が盛んな地域であり、所得水準も全国平均を下回っている。このことから株式会社で立ち上げても採算が取れなくなること。
- 当初は自治体が積極的でなく、FMかのやが鹿屋市と防災協定を締結したのは開局2か月後のことであった。

自治体に関しては開局後は積極的に関与しつつあり、2007年1月からの「おおすみおはようラジオ!」内での市政情報の提供、リナシティかのや内情報プラザにFMかのやの利用も想定したサテライトスタジオの設置、などが例として挙げられる。また、2008年度から鹿児島県大隅地域振興局と鹿屋市、志布志市、垂水市、肝付町が合同で、おおすみFMネットワークエリアの難聴取地域解消を目的に、中継局や新規開局の財政的支援に乗り出した。

## 沿革

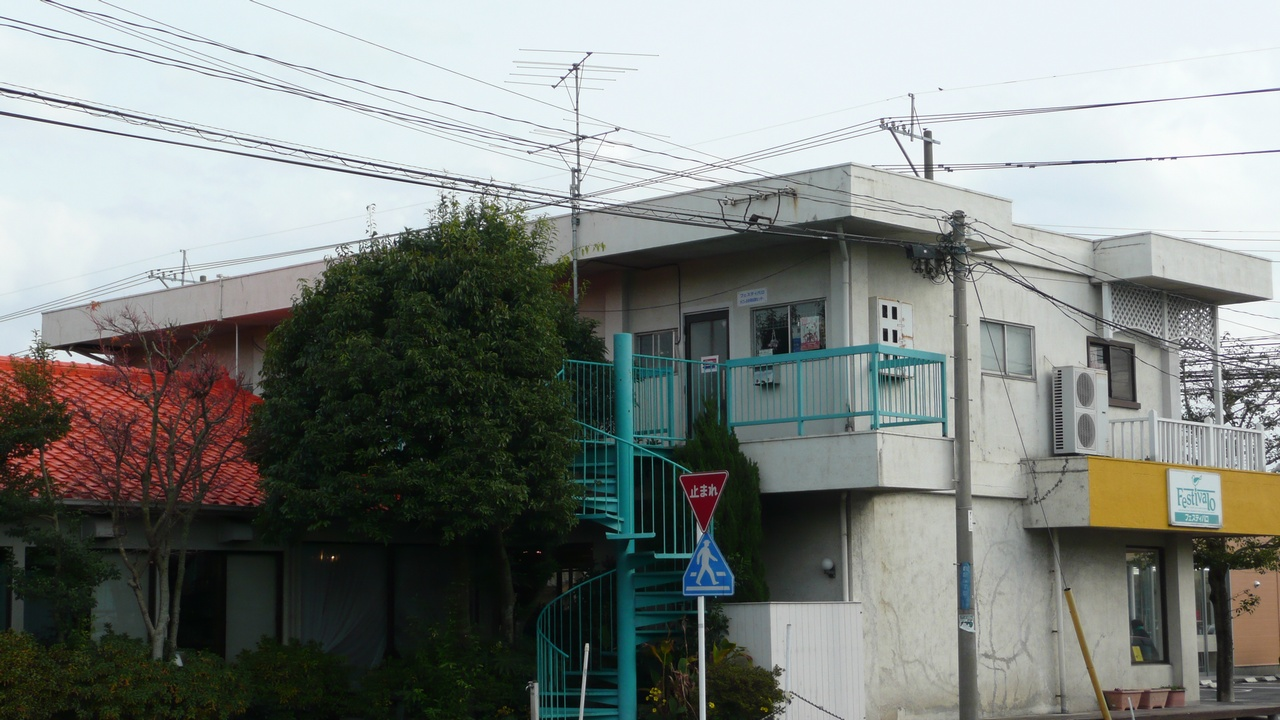
開局当初のおおすみFMネットワーク・FMかのや本部（フェスティバロ鹿屋本店旧店舗2F、2007年）

日本初のNPO法人の運営によるコミュニティFM局、京都コミュニティ放送（京都三条ラジオカフェ）の設立における中心人物が、「出身地の肝付町でも、同様の形式のコミュニティFM局の設立を」と構想する。行動に移されたのは2005年初めで、自身の出身校である県立鹿屋高校の同窓生の協力を得ることとなる。
2005年4月には組織を設立、同年7月から8月にかけてNPO法人（FMかのや・きもつき・志布志）として認証された。また、上述のとおり大隅半島の経済力では経営の安定性に問題があったため、株式会社法人の「持株会社形式」に類似した形で、3局の営業部門や一部番組制作の共同運営によるコスト削減を目的とする組織として別途に「おおすみFMネットワーク」が2005年8月に認証されている。すなわち、「おおすみFMネットワーク」は「純粋持株会社」、傘下各局は「持株会社直系会社」とほぼ同じである。
当初の予定では2006年4月に3局一斉の開局であった。ところが、FM志布志のスピルオーバーや準備の遅れなどの原因が重なり、3局の開局は同年10月まで待つこととなった。
FMたるみずは垂水市の防災無線が老朽化したことをきっかけに2008年に設立された。市が設立当初から密接に関連しているという点でFMかのや・きもつき・志布志と設置背景を異にしている。
- 2000年代前半 - 大隅半島におけるNPO法人によるコミュニティFM局の設立を構想。
- 2005年
  - 1月 - 鹿屋高校の同窓生とともに計画を実行に移す。
  - 4月 - FMかのや・きもつき・志布志が組織として設立。
  - 5月 - おおすみFMネットワークの前身となるコンソーシアムを鹿屋市で立ち上げ。
  - 8月 - NPO法人として認証される（FMかのや・きもつき・志布志は同年7～8月）。
  - 12月 - マスコットキャラクターの名称を「FMFM（ふむふむ）」と決定。
- 2006年
  - 3月上旬 - FMかのや・きもつきの免許申請書が受理。
  - 6月上旬 - FMかのや・きもつきの各送信所にアンテナ設置。
  - 6月6日 - FMかのやとFMきもつきに予備免許交付。
  - 6月22日 - FMかのやとFMきもつきがそれぞれ試験電波発射。
  - 6月23日 - FMかのやが試験放送を開始（12:00・JST）。
  - 6月25日 - FMきもつきが試験放送を開始（12:00・JST）。
  - 7月25日 - FMかのやの完成検査（エフエム鹿児島の協力）。
  - 7月26日 - FMきもつきの完成検査（エフエム鹿児島の協力）。
  - 8月4日 - FMかのやときもつきに本免許交付、本放送を開始（14:00・JST）。
    - 鹿児島県のコミュニティFM局として2・3番目に開局（鹿児島シティエフエム以来9年ぶり）。3時間の特番を2局同時放送。1曲目はPUFFYの『これが私の生きる道』であった。開局したとはいえ、1日4時間の生放送以外は曲のかけ流しで、本格的な番組編成は8月後半からであったため、事実上のサービス放送といえるものであった。

  - 8月9日 - この日からCMが流されるようになる。
  - 8月21日 - この日から住民参加番組（パブリックアクセス）開始。
  - 8月28日 - 「おおすみおはようラジオ!」開始（7:30・JST）。
  - 9月1日 - 鹿屋市に本社を置く夕刊紙「南九州新聞」におおすみFMネットワークとして番組表掲載開始。
  - 9月4日 - FM志布志に予備免許交付。
  - 9月11日 - FM志布志が試験電波発射。
  - 10月11日 - FM志布志に本免許交付。
  - 10月13日 - FM志布志が本放送を開始（13:00・JST）。
    - 鹿児島県のコミュニティFM局として4番目の開局。FM志布志の開局により、ネットワークが完成した。同月28日にはFM志布志のスタジオから特番を放送。

  - 10月15日 - 肝付町の祭事である流鏑馬の生中継を実施。
  - 10月31日 - FMかのやが鹿屋市と防災協定を締結。
- 2007年
  - 1月4日 - 「おおすみおはようラジオ!」内で鹿屋市政情報の配信開始。
  - 2月 - FMかのやがUSEN440で配信開始。宮崎県日南市・南郷町でも聴取可能となる。
  - 2月6日 - 「おおすみおはようラジオ!」内で南日本新聞の記事配信開始。
  - 2月7日 - 「あなたとご一緒ラジオホール」をネット開始したことにより自主制作率が100%でなくなる。
  - 8月4日 - 開局1周年を記念して13:00から3時間の番組を編成。FM志布志も番組制作に参加した。
- 2008年
  - 9月17日 - FMたるみずがNPO法人として認証を受ける[2]。
  - 12月24日 - 鹿児島県・鹿屋市・肝付町・志布志市・垂水市が作る大隅地域コミュニティFM活用推進協議会とFMかのや・FMきもつき・FM志布志とたるみずまちづくり放送の4局が放送協定を締結[3]。
- 2009年
  - 2月5日 - FMたるみずに対して予備免許を交付。
  - 2月23日 - FMたるみずに対して本免許を交付。
  - 3月1日 - FMたるみずが本放送を開始（12:00・JST）
  - 6月16日 - FMかのや・FMきもつきが中継局の放送免許を取得。FMかのやは鹿屋市内に2か所、FMきもつきは肝付町・錦江町にそれぞれ1か所設置する。
  - 7月15日 - FM志布志が中継局の放送免許を取得。志布志市松山町を対象とする。
- 2014年 - FMたるみずのスタジオが垂水市役所別館3階に移転。FMたるみずの牛根地区向け中継局が道の駅たるみずに移転。
- 2015年11月 - FMたるみずがおおすみFMネットワークから独立。
  - 南日本新聞では離脱の旨を報道せず、垂水市役所側も離脱の事実を公表しなかったものの、おおすみFMネットワークの公式サイトからは同年10月末をもってFMたるみずの記述が削除されていた。
- 2019年6月3日 - FM3局の運営安定を受けて、NPO法人としてのおおすみ半島コミュニティ放送ネットワークはFMかのやに吸収合併・解散[1]。

## 受信エリア
以下の記述は2009年6月・7月の中継局設置以前のものである。
4局を共同運営することにより、同一番組を広範囲に送信することを実現。現在では鹿屋市の旧輝北町を除く地区、肝付町の旧高山町地区、志布志市、垂水市、及び放送対象地域外の東串良町、大崎町で聴取が可能。各局の受信エリアは各放送局の項目も参照のこと。
現時点でFMかのやは旧輝北町地区を、FMきもつきは旧内之浦町地区をカバーしていない（輝北町地区はFM志布志またはFMたるみずで聴取可能）上に、他の大隅半島の市町（曽於市・錦江町・南大隅町）は放送局自体がない。ただし、上述のように鹿屋市・肝付町・志布志市では2009年を目途にした中継局の設置が実施される予定であり、同年6月にFMかのや・きもつきが中継局の放送免許を取得している。

### インターネット
最初に使用されていたドメイン名は"daredemoradio.jp"。メールアドレスとしても2007年初頭まで使用されていた。その後公式サイトが"www.g-maga.com/fm"に移動。開局後しばらく使用されていたが、2007年1月中旬に現在の"www.0033fm.net"に移動した。
公式サイトはブログ形式。トラックバックは常時受け付けているほか、一部記事はコメントも投稿可能。番組表も随時アップされているが、更新が遅れて当日の番組が確認できないことがある。

### 他メディアへの展開
番組表は2006年9月より地元夕刊紙の南九州新聞に掲載開始。月刊番組表（タイムテーブル）はフリーペーパーの"BIG WAVE"に掲載されている。南九州新聞のコラムにもおおすみFMネットワークの話題が登場する。またBIG WAVE提供の番組も放送されている。
県域規模で紹介されることはあまり多くなく、FMかのや・きもつきの開局日には4局の民放テレビ局のうち鹿児島放送と南日本放送のみ夕方のニュース番組の中盤に報道し、南日本新聞でも社会面の一記事扱いであった（同紙は鹿児島シティエフエムの番組表をフルサイズで掲載しているのに対し、おおすみFMネットワークの番組表は未掲載）。ただ、鹿児島放送に関してはKKBスーパーJチャンネル（夕方のニュース番組）で複数回特集を組んでおり、2007年3月には「KKBこども博」の宣伝隊が番組に出演していた。

## 主な番組
自主制作の番組が基本。フィラーの音楽番組も含めて24時間すべて自局制作である。唯一「ラジオフォーラム」だけが外部制作（一般社団法人ラジオアクセスフォーラム・ラヂオきしわだ製作）を放送している。
通常はほとんどの番組がおおすみFMネットワークが同居するFMかのやのスタジオからの放送。『きもつきウィークリー』など一部番組はFMきもつきによる単独放送。また、FM志布志・FMきもつきの特番などはそれぞれのスタジオから放送される。
- ほとんどの番組は再放送が1度は実施されている。
- 日曜日・祝日は再放送が中心。祝日は「おおすみおはようラジオ!」内のコーナーの再放送が実施されることがある。10月の第3日曜日には肝付町の祭事である流鏑馬の生中継が実施される。
- 番組の穴埋めとしてフィラー音楽が流されている。定期的に放送局案内が流される。
- 2006年8月4日（開局日）から19日にかけては、午後に「スタジオへいらっしゃ〜い！」と題し地域住民約300人が番組に出演した（FMかのや・きもつき2局ネット）。同じように、2007年5月の連休には「リナシティへいらっしゃ〜い!」を実施。

放送時間はいずれも日本標準時。

### 朝ワイド枠
- おおすみおはようラジオ!（平日 7:30 - 10:00）

2006年8月28日放送開始（FM志布志は10月13日の再放送、FMたるみずは2009年3月2日の本放送からネット）。再放送は番組開始時は16:30開始であったが、次第に開始時間が繰り上がり、2006年10月以降は15:30開始となった。詳しくは当項目を参照。

### おおすみランチタイム枠
当枠は2006年8月21日に放送を開始した。FMかのやの住民制作番組。
- ちょこっとMonday（月曜 12:00 - 12:30）
- ジミー入枝のいけんせぇちゅうとョ!（火曜 12:00 - 12:30）
- あっくんのラジ友!（水曜 12:00 - 12:30）
- "ミッシェルの部屋"へようこそ!!（水曜 13:00 - 13:30）
- ハッピートルネード（木曜 12:00 - 12:30）
- 気ままに思いつくままに（金曜 12:00 - 12:30）

### その他の枠（住民制作番組・パブリックアクセス）
- はるみ＆かずこの昭和話（土曜19:45 - 20:00）
- Music Box～音楽の箱～（第2・4（金）21:00 - 21:30）
- 宇宙浪漫紀行（月曜 20:00 - 20:15）
- 日曜島（日曜 21:00 - 21:30）
- チャーリーと乾杯（月曜 20:30 - 21:00）
- さつま狂句（土曜 19:30 - 19:45）
- たんねんみろかい（土曜 19:15 - 19:30）
- 心のメモ帖（金曜 20:20 - 20:30）
- 志布志の民話（土曜 10:15 - 10:30）
- ママトーク（木曜 10:00 - 10:15）
- Music feature（水曜 20:00 - 20:30）
- おはなしの部屋（水曜 20:30 - 20:44）
- トム&チャーリーのよもやま話（土曜 18:00 - 19:00）
- 大隅半島の夜明け（木曜 20:30 - 21:00）

## たるみずまちづくり放送

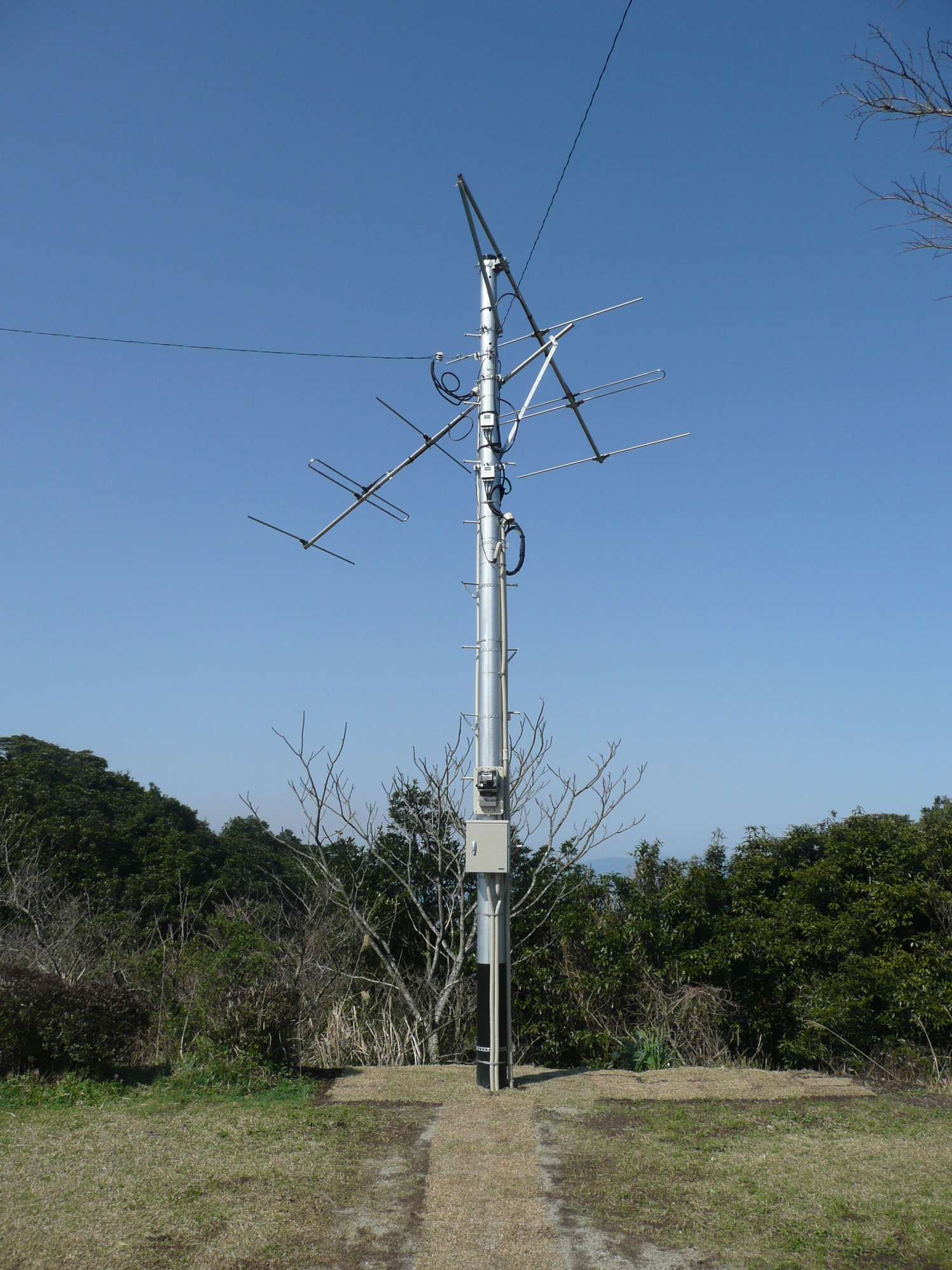
FMたるみずの牛根地区向け初代中継局（鹿屋市輝北町）
2014年まで使用

たるみずまちづくり放送は鹿児島県垂水市を中心に放送する、NPO法人の運営によるコミュニティ放送局。通称はFMたるみず。
垂水市の防災無線が老朽化したことへの対策として、市職員や商工会などが主体となってNPO法人を設立し2008年9月17日に認証を受けた。2009年2月5日に予備免許、2月23日に放送免許が交付され、3月1日に開局した。
演奏所は2009年3月の開局当初は垂水市情報センター（きららメッセ垂水、垂水市南松原町38）に、2014年以降は垂水市役所別館3階に置かれている。FMかのや・FMきもつき・FM志布志とともにおおすみFMネットワークを構成し、3局とほぼ同様の番組が放送される。
コールサインはJOZZ0BJ-FM、呼出名称はたるみずコミュニティエフエム。周波数77.7MHz、送信出力20W（ERPは33W）。送信所は垂水市役所にあり、牛根地区向けの中継局（送信出力5W、ERPは11.5W）が道の駅たるみずに設置されている。牛根地区向けの中継局については、2009年の開局当初は鹿屋市輝北町の輝北うわば公園（輝北天球館付近）に出力20W・ERP32Wで設置されていたが、平成26年度（2014年）に現在地へ移設されている。
2009年の開局当初は垂水市内の85.2パーセント（7,019世帯）と桜島の東側を放送区域に含み、条件が良ければ霧島市から姶良市、鹿児島市にかけての錦江湾地域でも受信できていた。
2016年現在、おおすみ半島コミュニティ放送ネットワークの公式ページから削除されている。

## 番組
※FMたるみず過去の番組のポッドキャストがある。
- スイスイ（垂水）スクールスケッチ
- 垂水市役所 お知らせラジオ
- 防災@たるみず
- 大人のための健康ラジオ
- こいこいとラジオ
- 気分は上々 気分は楽々
- 防犯ラジオドラマ
- 緊急割り込み放送